# Ильмат
Ильмат — пресноводное озеро на территории муниципального образования Самодедского Плесецкого района Архангельской области.

## Физико-географическая характеристика
Площадь озера — 0,8 км². Располагается на высоте 77 метров над уровнем моря.
Форма озера продолговатая: оно более чем на полтора километра вытянуто с юго-запада на северо-восток. Берега заболоченные.
Из озера вытекает ручей Ильмат, впадающий с левого берега в реку Кяму, приток Ваймуги.
Ближе к западному берегу озера расположен один относительно крупный (по масштабам водоёма) остров без названия.
Населённые пункты и автодороги вблизи водоёма отсутствуют.
Код объекта в государственном водном реестре — 03020300411103000005049.